# Dynamix
Dynamix, Inc. była amerykańską firmą zajmującą się tworzeniem gier komputerowych. Firma tworzyła gry na wiele różnych platform 8- i 16-bitowych.

## Historia
Firma Dynamix została założona w 1984 roku przez Jeffa Tunnella. Swoją siedzibę miała w miejscowości Eugene. W pierwszym etapie swojej działalności tworzono głównie tytuły zręcznościowe dla Commodore 64 i Amigi, które wydawali tacy potentaci rynku jak Electronic Arts oraz Activision. Do najpopularniejszych pozycji zalicza się Stellar 7, Project Firestart, czy Arctic Fox.
W 1990 roku firma została kupiona przez Sierra On-Line. W tym okresie powstały ich największe przeboje z kategorii gier przygodowych i symulatorów lotu, takie jak Red Baron, The Adventures of Willy Beamish, A-10 Tank Killer, Heart of China, Rise of the Dragon. Firma stworzyła również gry logiczne (The Incredible Machine, Sid & Al's Incredible Toons) oraz sportowe z serii Front Pages Sports.
W 1994 roku zainicjowano nową serię gier MetalTech, co skutkowało powstaniem takich tytułów jak Earthsiege oraz Starsiege.
Firma Dynamix została zamknięta 14 sierpnia 2001 roku w ramach restrukturyzacji jaka odbywała się w Sierra Entertainment. Większość pracowników, w tym założyciel, powołali do życia studio programistyczno-wydawnicze GarageGames, a kilka lat później PushButton Labs – studio programistyczne ukierunkowane na gry w przeglądarkach internetowych.

## Lista gier wyprodukowanych przez Dynamix
- Stellar 7 — (1982) (Amiga, DOS)
- Skyfox — (1984) (Amiga, Macintosh)
- Championship Baseball — (1986) (Atari ST, ZX Spectrum)
- Arctic Fox — (1986) (Amiga, Apple II, Atari ST, Commodore 64, DOS, ZX Spectrum)
- GBA Championship Basketball: Two-on-Two — (1986) (Amiga)
- Skyfox II: The Cygnus Conflict — (1987) (Amiga, Atari ST, Commodore 64, DOS)
- The Train: Escape to Normandy — (1988) (DOS)
- Abrams Battle Tank — (1988) (DOS)
- Pete Rose Pennant Fever — (1988) (DOS)
- Caveman Ugh-Lympics — (1988) (Commodore 64, DOS, NES)
- Motocross — (1989) (DOS)
- MechWarrior — (1989) (DOS)
- A-10 Tank Killer — (1989) (Amiga, DOS)
- Ghostbusters II — (1989) (DOS)
- Deathtrack — (1989) (DOS)
- Die Hard — (1989) (Commodore 64, DOS)
- David Wolf: Secret Agent — (1989) (DOS)
- Project Firestart — (1989) (Commodore 64)
- Red Baron — (1990) (Amiga, DOS, Macintosh)
- Rise of the Dragon — (1990) (Amiga, DOS, Sega CD, Macintosh)
- The Adventures of Willy Beamish — (1991) (Amiga, DOS, Sega CD)
- Nova 9: Return of Gir Draxon — (1991) (Amiga, DOS)
- Heart of China — (1991) (Amiga, DOS)
- Red Baron: Mission Builder — (1992) (DOS)
- WWII: 1946 — (1992) (DOS, Windows 3.x)
- Aces of the Pacific — (1992) (DOS, Windows 3.x)
- Sid & Al's Incredible Toons — (1993) (DOS)
- The Incredible Machine — (1993) (3DO, DOS)
- Classic Power Compilation — (1993) (DOS)
- Betrayal at Krondor — (1993) (DOS)
- Alien Legacy — (1993) (DOS)
- Space Quest V: The Next Mutation — (1993) (DOS)
- Front Page Sports: Football — (1993) (DOS)
- Front Page Sports: Football Pro — (1993) (DOS)
- Aces Over Europe — (1993) (DOS)
- Take a Break! Pinball — (1993) (Windows 3.x)
- Metaltech: Earthsiege — (1994) (DOS)
- Metaltech: Earthsiege Speech Pack — (1994) (DOS)
- Front Page Sports: Baseball '94 — (1994) (DOS)
- Bouncers — (1994) (Sega CD)
- Metaltech: Battledrome — (1995) (DOS)
- 3-D Ultra Pinball — (1996) (Windows, Windows 3.x)
- Command: Aces of the Deep — (1995) (Windows)
- Aces: The Complete Collector's Edition — (1995) (DOS, Windows, Windows 3.x)
- The Incredible Machine 3 — (1995) (Windows, Windows 3.x)
- Earthsiege 2 — (1995) (Windows, Windows 3.x)
- Aces of the Deep Expansion Disk — (1995) (DOS, Windows, Windows 3.x)
- Silent Thunder — (1996) (Windows, Windows 3.x)
- Mission Force: Cyberstorm — (1996) (Windows)
- Front Page Sports: Trophy Bass 2 — (1996) (Windows, Windows 3.x)
- 3-D Ultra Pinball: Creep Night — (1996) (Windows, Windows 3.x)
- Front Page Sports: Trophy Bass 2 - Northern Lakes — (1997) (Windows, Windows 3.x)
- 3-D Ultra Pinball: The Lost Continent — (1997) (Windows, Windows 3.x)
- Red Baron II — (1997) (Windows)
- Front Page Sports: Trophy Rivers — (1997) (Windows, Windows 3.x)
- Front Page Sports: Ski Racing — (1997) (Windows)
- Aces: Collection Series — (1997) (DOS, Windows, Windows 3.x)
- Red Baron With Mission Builder — (1997) (DOS)
- Outpost 2: Divided Destiny — (1997) (Windows)
- Sierra Pro Pilot — (1997) (Windows)
- 3-D Ultra NASCAR Pinball — (1998) (Windows)
- Starsiege — (1998) (Windows)
- Starsiege: Tribes — (1998) (Windows)
- Cyberstorm 2: Corporate Wars — (1998) (Windows)
- Pro Pilot '99 — (1998) (Windows)
- Red Baron 3-D — (1998) (Windows)
- Field & Stream: Trophy Bass 3D — (1999) (Windows)
- Tribes Action Pack — (1999) (Windows)
- Curse You! Red Baron — (1999) (Windows)
- RC Racers II — (2000) (Windows)
- 3D Ultra Lionel Traintown Deluxe — (2000) (Windows)
- Tribes 2 — (2001) (Linux, Windows)
- The Incredible Machine: Even More Contraptions — (2001) (Windows)